# Sources miltoniennes de Frankenstein

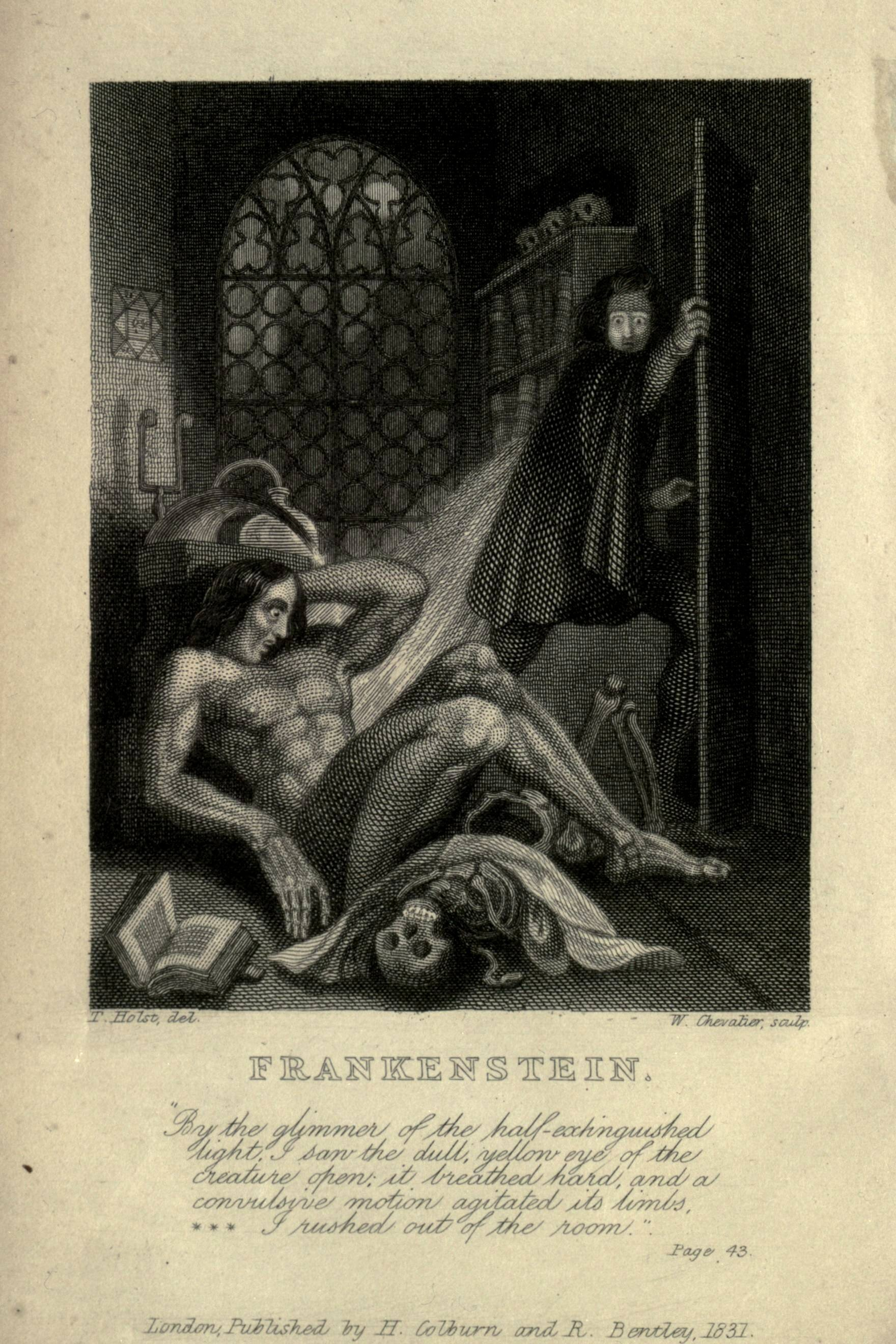
Frontispice de l'édition de 1831.

Frankenstein ou le Prométhée moderne, roman de Mary Shelley, d'abord publié avec une préface de Percy Shelley en 1818, puis revu en 1831 et, cette fois, préfacé par l'auteur, présente de multiples références à la fois mythologiques, scientifiques, philosophiques et littéraires. Parmi ces dernières, prévalent celles se référant au Paradis perdu (Paradise Lost) de John Milton, poème épique datant de 1667, qui concerne la vision chrétienne de l'origine de l'homme, la tentation d'Adam et Ève par Satan, puis leur expulsion du jardin d'Éden.
Outre l'épigraphe accompagnant le titre du roman, « Did I request thee, Maker, from my clay / To mould a man? Did I solicit thee? / From darkness to promote me? » (« T'ai-je demandé, Créateur, de façonner mon argile en homme / T'ai-je sollicité de m'arracher aux ténèbres ? »), référence à la plainte d'Adam envers son créateur d'avoir été promu à la lumière, Mary Shelley renvoie au texte de Milton par des citations et des allusions, parfois identifiées mais souvent masquées, qui, s'étendant du chapitre 8 au chapitre 24, soit du livre I au livre III, jalonnent surtout la narration de Victor Frankenstein et la confession du « monstre », la créature qu'il a créée. Dans l'ensemble, elles sont empruntées à Adam et à Satan, mais existent aussi d'autres connotations concernant en particulier le mythe des origines. Et bien qu'aucun personnage n'y représente directement la figure d'Ève, cette absence semble lourde de signification.
Lu au regard du poème de Milton, Frankenstein peut donc en apparaître comme une parodie pseudo-héroïque dans laquelle Victor et certains comparses jouent tour à tour des rôles néo-bibliques. Cette approche montre aussi que, lors de sa rédaction, Mary Shelley, consciemment ou non, s'est efforcée d'exorciser sa conception miltonienne de la féminité, qui va à l'encontre de celle, romantique, de la non-existence du péché originel.

## Recensement chronologique des principales références

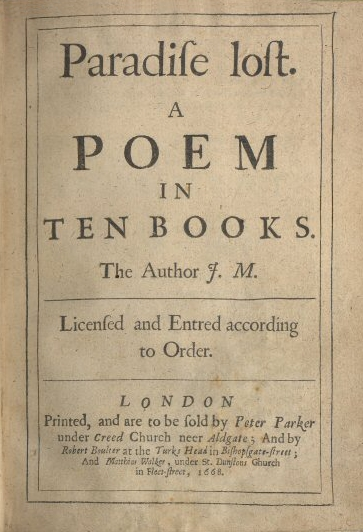
Couverture de la première édition de Paradise Lost.

Bien que les citations du Paradis perdu et les allusions à son texte se retrouvent dans le roman tout entier, elles sont plus nombreuses du huitième au vingt-quatrième chapitres de l'ensemble, c'est-à-dire après la création du monstre par Victor Frankenstein.
Voici le recensement chronologique des principales d'entre elles, classées par livre et chapitre :

### «Un enfer que rien ne pouvait éteindre»
Au volume I, chapitre 8, paragraphe 4, Victor, confronté à Justine lors de son procès, alors qu'il la sait innocente et se considère comme le véritable meurtrier, s'écrit : « I bore a hell within me which nothing could extinguish » (« j’emportais avec moi un enfer que rien ne pouvait éteindre ».
Cette référence à l'enfer intérieur renvoie à trois passages du livre IV du Paradis perdu, énoncés successivement par le narrateur et, à deux reprises, par Satan. Le premier, des vers 18 à 23, évoque le tourment intérieur de Satan qui porte l'Enfer en lui partout où il va ; le deuxième, des vers 73 à 78, reprend la même formulation mais à la première personne, le vers médian résumant l'ensemble de la plainte de l'ange déchu : « Which way I fly is hell, myself am hell » (« Par quelque chemin que je fuie, il aboutit à l'Enfer ; moi-même je suis l'Enfer » ; le troisième, encore par Satan, change de ton, puisque l'ange déclare que plus grande est sa chute, suprême est son malheur « je suis tombé le plus bas, seulement supérieur en misères », ce qui, déjà, affirme en un sursaut d'orgueil une forme de supériorité.

### «Une retraite aussi exquise que le Pandemonium»
La deuxième séquence se situe au volume II, chapitres 3, 4 et 7.
La première allusion est placée dans la bouche du monstre, réfugié dans une cabane, « un bouge » (a hovel), près d'une chaumière qui s'avérera être celle des De Lacey. Il s'écrit : « elle me parut une retraite aussi exquise et divine que dut paraître le Pandémonium aux démons de l’enfer après leurs souffrances dans le lac de feu(XI) ».
Il s'agit là d'une référence directe au livre I du Paradis perdu, vers 670-756, plus particulièrement à l'incipit d'une description faite par le narrateur du lac de feu vomissant des flammes issues « d'un minerai de métal, du soufre en action », et à la partie médiane et la fin de ce même passage, mentionnant d'abord la foule qui se presse, puis le Pandémonium, qualifié de « haut capitole de Satan et de ses pairs »,.

### «Je me mirai dans l'eau claire»
La troisième allusion significative émane à nouveau du monstre au volume II, chapitre 4, alors qu'il proclame, découvrant son aspect : « mais quelle ne fut pas ma terreur lorsque je me mirai dans une eau claire ! ».
Cette fois, c'est Ève qui parle dans la séquence du Paradis perdu correspondante, située au livre IV, vers 449-469. Elle y raconte son étonnement, alors qu'allongée sur une berge verdoyante, elle perçoit dans les eaux tranquilles d'un lac « comme un autre ciel » ; et dans ce ciel, « une forme plaisante sursautant comme elle, mais comme elle revenant à la surface avec des regards de sympathie et d'amour ». Et le narrateur de conclure : « Ce que tu vois, belle créature, c'est toi-même »,.

### «Je me souviens des supplications d'Adam»
Une quatrième allusion est à trouver au volume II, chapitre 7, toujours chez le monstre qui, cette fois, évoque directement le personnage d'Adam, ce qui implique qu'il a déjà lu Le Paradis perdu et que les trois références à Adam auxquelles renvoie sa phrase sont bien présentes en son esprit.
Voici ses paroles : « Je me souviens des supplications d'Adam envers son créateur », écho direct de la citation du Paradis perdu que Mary Shelley a mise en exergue de son livre, extraite du livre X, vers 743-745, mais aussi d'un ensemble car cette dernière parole d'Adam renvoie, en particulier, à deux autres passages situés au livre VIII entre les vers 449 et 476. En soi, l'exergue reprend la plainte d'Adam déplorant que le Créateur l'ait moulé en forme humaine à partir d'une motte d'argile et l'ait ainsi, de l'obscurité, promu à la lumière. Les précédents passages, plus courts, évoquent, pour le premier, lors de la création d'Ève, un état de conscience préludant aux sentiments jusqu'alors inconnus qu'exprime le deuxième, mélange d'amour et de ravissement sensuel (the spirit of love and amorous delight),.

### «Mal, sois mon Bien»
Restent deux allusions, toujours du fait du monstre qui manifeste ainsi sa parfaite connaissance de l'épopée de Milton.
Au livre II, chapitre 8, il s'écrie « Et maintenant, le monde est devant moi, mais où devrais-je porter mes pas ? », écho du narrateur du Paradis perdu qui, au livre XII, vers 646-647, rapporte qu'en effet, le monde s'étend devant lui et qu'il n'a plus qu'à choisir le lieu de son repos. La dernière allusion significative est plus amère : au volume III, chapitre 7, il explique que : « [d]ésormais; le Mal devint mon Bien », presque une citation littérale de Satan qui proclame au livre IV, vers 108-110 : « Ainsi, adieu espérance, et avec l’espérance, adieu crainte, adieu remords ! Tout bien est perdu pour moi. Mal, sois mon bien ».
Il existe d'autres allusions, parfois moins explicites, le livre étant jonché de références incorporées au texte, certaines d'entre elles ne se trouvant pas directement en rapport avec le sujet exposé. Il y a là, chez Mary Shelley, évidence d'une imprégnation littéraire l'obligeant, consciemment ou non, à utiliser des réminiscences miltoniennes pour mieux affiner sa pensée.

## Les «Enfers» deLe Paradis perdu

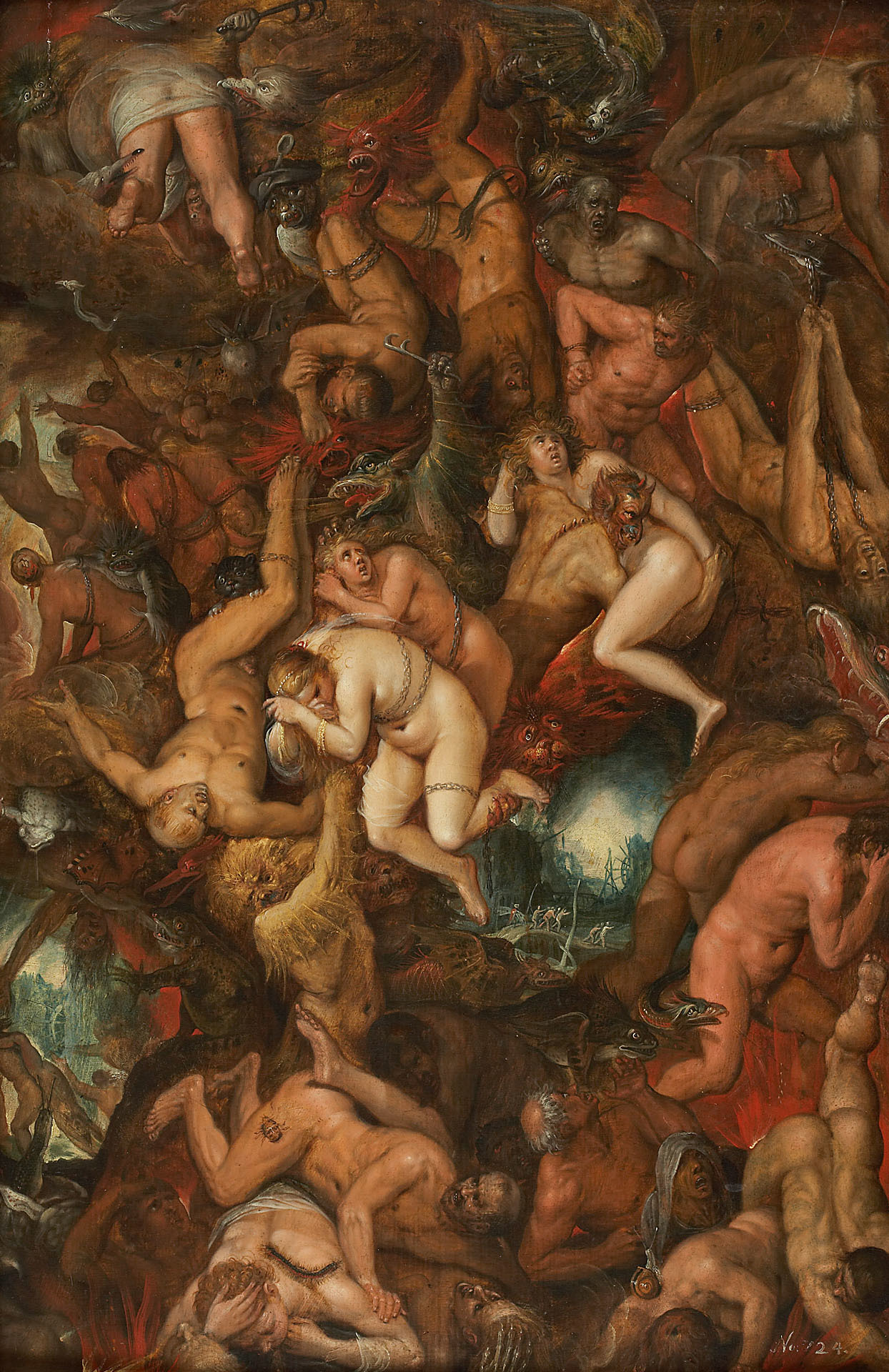
L'Enfer, selon Frans Francken.

Dans Le Paradis perdu existent quatre sortes d'Enfer, toutes, à des degrés divers, mentionnées dans Frankenstein où l'enfer devient un thème majeur du roman et une référence pour les deux personnages principaux, Victor et sa créature, le monstre.
Le premier est un lieu d'obscurité que des flammes vacillantes ne parviennent pas à éclairer et même rendent plus noir encore ; région volcanique où Satan et sa troupe sont tombés dans un « golfe de feu », qu'attise un lac de « feu liquide », une « mer ardente », et que Satan fuit pour trouver la « terre sèche », tout aussi hostile puisque constituée de « soufre torride » et de « tourbe brûlante » surmontées d' « une voûte de feu »,.
Le deuxième enfer est Pandémonium,,, issu d'une technologie diabolique due à Mulcifer, l'ange-architecte, lui aussi déchu, et réalisée par une armada d'artisans placés sous la conduite de Mammon. La magie n'a pas été absente lors de cette construction assez semblable à la basilique Saint-Pierre de Rome. Les anges de second ordre se pressent dans ce lieu, alors que ceux qui se trouvent au sommet de la hiérarchie, comme Satan et Belzébuth pénètrent dans une chambre de réunion adjacente,.
Le troisième enfer est un lieu au-delà d'extrêmes qu'une mutation permanente rend plus extrêmes encore (fierce extremes, extremes by change more fierce), territoire en soi mais, à la différence des deux précédents, non délimité, ici vaste étendue très chaude (« plus chaud que le chaud ») et là continent excessivement froid (« plus froid que le froid »), que secouent des tempêtes jamais apaisées et balaye une grêle se durcissant sans répit, espace strié de rivières et de mers, cabossé par des montagnes et des vallées, recelant un gouffre abyssal, etc.,
Le quatrième enfer n'est pas un lieu, mais un état d'esprit que décrit le soliloque de Satan au livre IV, principale source des références miltoniennes de Mary Shelley. L'ange déchu clame sa rage « enflammée » et sa passion « bouillonnante » ; incertain de la réussite de son projet ; il sait que le Mal est « avec lui et en lui » (with me and within me) et exprime ses doutes (his troubled thoughts) au regard de « ce qu'[il] fut » et de « ce qu'[il] est », le pis (Worse) restant à venir. Un éclair de conscience morale éveille un dilemme en lui : se repentir est possible ; mais, se reprenant aussitôt, il proclame que ce serait se soumettre, et cela, sa fierté, celle qui l'a déjà conduit à la rébellion, aujourd'hui exacerbée, le lui interdit. Dans un sursaut d'orgueil et en rupture avec Dieu cherchant le Bien même dans le Mal, il se pose en antagoniste et opte pour le Mal : « Mal, sois mon bien » (Evil, be thou my good). Désormais, il sera premier mais « en désespoir » (supreme in misery),. »
Au livre VIII se situe l'appel d'Adam à la compassion divine. Sa solitude infinie au Paradis s'est encore accrue d'avoir vu le cortège d'êtres vivants croiser son chemin en couples, êtres inférieurs, il est vrai, avec lesquels il ne saurait tisser aucun lien. Aussi, avide d'harmonie et de camaraderie partagées, il appelle de ses vœux « l'amour mutuel et la plus tendre amitié » (collateral love and dearest amity). Et c'est dans une transe extatique qu'il assiste à la création d'Ève à partir d'une de ses côtes : le Créateur lui a fermé les yeux, mais « laissa ouverte la cellule de mon imagination, ma vue intérieure, par laquelle, ravi comme en extase, je vis »,.

## Signification des références
Les références au Paradis perdu dans Frankenstein sont assez tardivement et maladroitement expliquées par la prétendue découverte d'une traduction française au cœur du terroir bavarois. En effet, les personnages, y compris le monstre qui a appris la langue en écoutant les De Lacey, sont censés être francophones, encore que Victor, ayant séjourné à Ingolstadt, connaît l'allemand. Les lectures évoquées, à part celle de Volney (Méditations sur les révolutions des empires), se font donc en traduction, celle de Goethe, de Plutarque et aussi de Milton. La vraisemblance est quelque peu mise à mal, d'autant que le rendu de Walton en anglais ne souffre d'aucune défaillance, autre exploit linguistique relevant de l'extraordinaire. Preuve en est que le roman de Mary Shelley n'est pétri que de culture anglaise ; d'ailleurs, nulle part n'en émane-t-il la moindre saveur française ou allemande.

### Satan et Adam
Quoi qu'il en soit, qu'elles émanent de Victor ou du monstre, ces références se tournent vers Satan ou Adam, voire les deux à la fois.

#### Victor et Satan

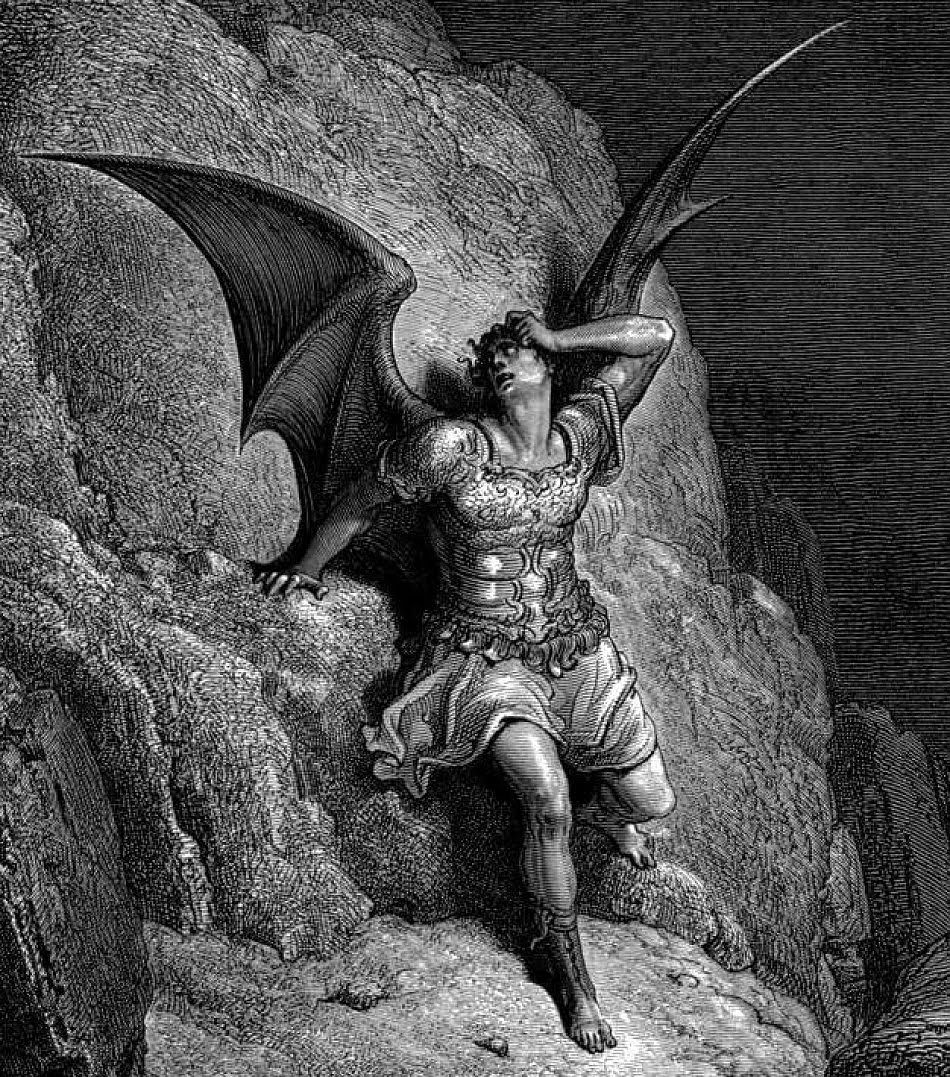
Satan, par Gustave Doré.

La première citation du monstre donne la clef de ce que signifie Le Paradis perdu au regard de Frankenstein.
Créateur de vie, Victor ressemble à Dieu ayant donné l'étincelle à une motte devenue Adam, mais sa tentative, quoique techniquement réussie, n'est qu'une mauvaise copie de l'original, ce chef-d'œuvre posé dans la magnificence édénique. De plus, la citation implique que sa créature tient aussi de Satan, l'archange déchu qui manigance la chute d'Adam et ouvre la porte au Mal et à la mort ; d'où sa plainte d'être un Adam ayant été transformé en esprit du mal, très exactement ce que pense Victor de son œuvre qui parle d'un « ennemi diabolique » (fiend, devil), et cela bien avant le meurtre du petit William. Cette ambiguïté apparaît dès que le monstre s'adresse à son créateur lors de leur première rencontre après que Victor l'a abandonné, soit au bout de deux ans : « Souviens-toi que je suis ta créature. Je devrais être ton Adam, mais je suis plutôt l'ange déchu dont tu as banni la joie pour aucune faute »,,. Le style de Milton est imité, voire copié jusqu'à l'emphase, par exemple avec l'emploi de thou et de thy, le « tu » et le  « toi » anglais de majesté. Ainsi, Victor apparaît lui aussi coupable de crime contre l'innocence, peut-être au même titre que le monstre qui va tuer le jeune William ; chacun d'eux semble satanique aux yeux de l'autre et aussi à lui-même, et leurs tourments respectifs sont décrits tels ceux du diable en enfer : remords, culpabilité, autant de tortures « indicibles » pour l'un, solitude « abjecte » et aliénation totale pour l'autre.
L'acte de Victor, en effet, quels que soient ses présupposés scientifiques, outre son audace au regard de Dieu, parodie monstrueuse en soi, ressemble à l'autre audace ayant, dans Le Paradis perdu, précipité la chute de Satan. Lors de son dernier entretien avec Walton, il en tire lui-même la morale : « Tel l'archange qui aspirait à la toute-puissance, me voici enchaîné dans un éternel enfer ». Mary Shelley reprend ce thème dans son introduction de 1831 : 
| « Frightful must it be; for supremely frightful would be the effect of any human endeavour to mock the stupendous mechanism of the Creator of the world » | « Terrifiante devrait-elle être, suprêmement terrifiante en réalité serait la conséquence de toute tentative humaine d'imiter l'étonnant mécanisme mis en œuvre par le grand Créateur de l'univers » |

Cependant, sa condamnation se doit d'être nuancée : en dépit de ses malheurs, Victor reste, comme le signale Walton avec insistance, « un glorieux héros », en cela peu différent du Satan de Milton qui, fier, farouche, s'avère parfois supérieur à Dieu qui, par nature, ne connaît pas l'adversité. D'ailleurs, Victor dresse la comparaison lui-même, puisqu'il dit à Walton qu'il est tel « l'archange ayant prétendu à l'omnipotence, et comme lui, enchaîné en un éternel enfer ».
En effet, indépendamment de toute considération éthique ou métaphysique, cet acte d'imitation divine comporte une dimension extraordinaire que perçoit d'emblée Walton lorsqu'il hisse le naufragé à son bord. Mutatis mutandis, il est fait de la même étoffe que son propre voyage à travers les glaces ou que l'équipée de Satan à travers le chaos à la recherche de la terre, grandeur encore magnifiée par l'endurance des souffrances physiques et mentales qu'engendre la démarche. En ce sens, le roman de Mary Shelley concerne des êtres à part, aventureux, volontaires, rebelles, tels ce Satan miltonien dont la stature domine l'épopée du Paradis perdu.

#### Le monstre et Adam

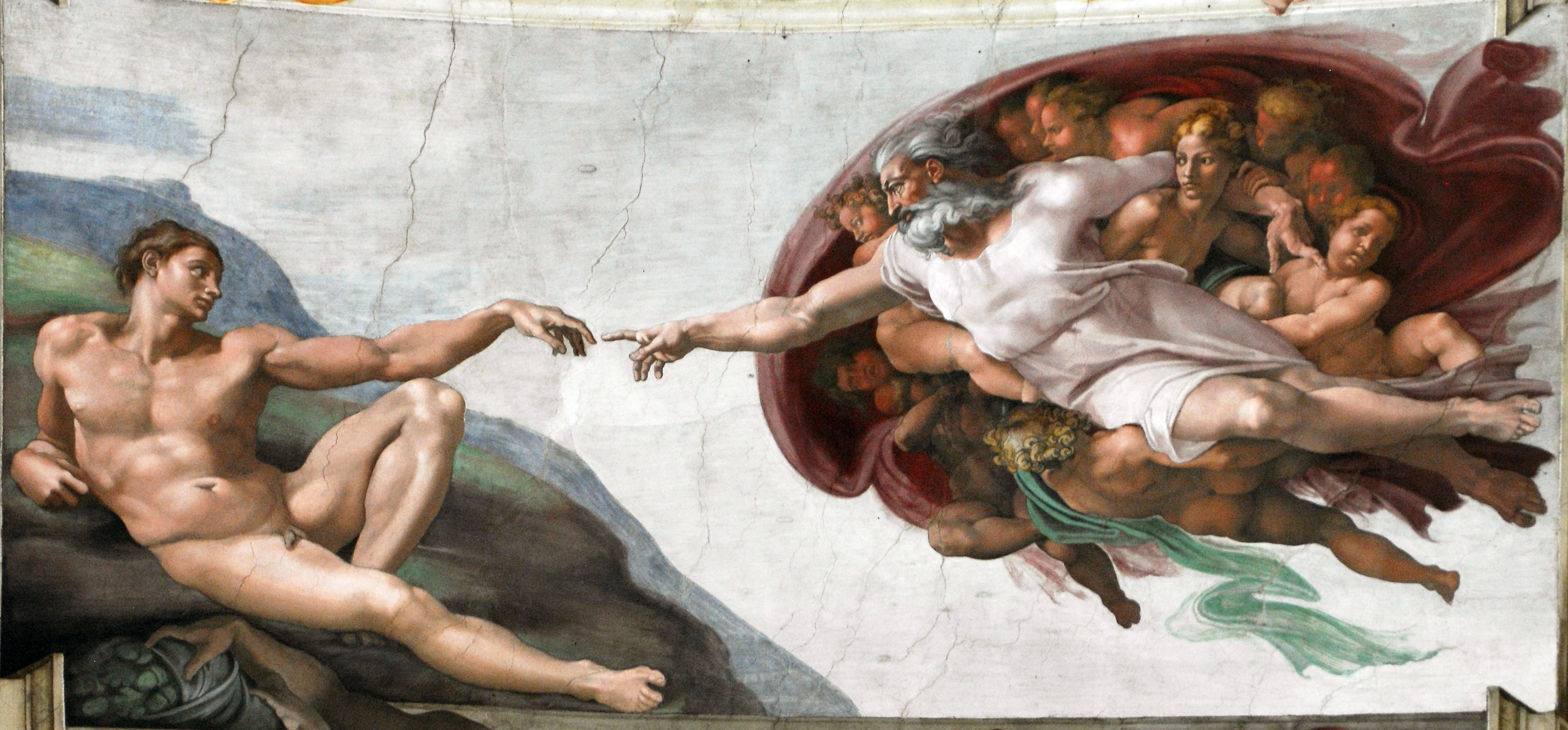
Création d'Adam par Michel-Ange.

Dans Le Paradis perdu, comme dans la Bible, Adam et Ève passent du stade de la naïveté bienheureuse à l'éveil de la curiosité, puis, surtout chez Adam, au désir de savoir, jusqu'à l'acte fatal du fruit de la connaissance : alors s'installent en eux la honte, le désir, la méfiance, l'innocence perdue. Le monstre de Frankenstein, lui aussi, connaît le stade de l'innocence, puisqu'au départ de sa vie, si son corps est adulte et même démesuré, son esprit reste vierge puisqu'il ne sait rien.
Il se rapproche également d'Adam lorsqu'il se voit abandonné par Victor, son géniteur en quelque sorte, même si la mécanique, la biologie et la physique ont remplacé l'acte souverain de Dieu donnant vie au premier homme. D'autre part, s'il demeure au premier stade, l'innocence, comme Adam, il aspire bientôt à la connaissance. L'occasion lui en est donnée par le hasard, lorsqu'il trouve la cabane d'où il observe les De Lacey, qui, passivement et sans le savoir, lui apprennent tout, assimilation empruntée à l'arsenal des procédés gothiques, certaines jeunes et belles prisonnières de châteaux sinistres apprenant à jouer divinement de la harpe en observant par une étroite fissure les leçons de musique données à la demoiselle des lieux. Comme Adam aussi, mais différemment car ce dernier, par nature, n'a nul besoin d'un apprentissage scolaire ou technique, il franchit les étapes du savoir, avec la lecture et l'écriture, puis en acquérant une véritable culture classique procurée par des lectures opportunément à sa portée. À ce stade, il dépasse de loin ses mentors devenus à leur insu des parents de substitution. Son amertume n'en est que plus grande, la tâche ayant été facile pour Adam et rude pour lui, comme il l'explique à Victor au chapitre XV : 
| « Like Adam, I was created apparently united by no link to any other being in existence; but his state was far different from mine in every other respect. He had come forth from the hands of God a perfect creature, happy and prosperous, guarded by the especial care of his Creator; he was allowed to converse with and acquire knowledge from beings of a superior nature: but I was wretched, helpless, and alone. » | « Comme Adam, je m’apparaissais sans lien quelconque avec un autre être au monde ; mais, à tout autre point de vue, son état différait beaucoup du mien. Il était sorti des mains de Dieu, créature parfaite, heureuse et prospère, protégée par la sollicitude particulière de son Créateur ; il pouvait s’entretenir avec des êtres d’une nature supérieure, et s’instruire auprès d’eux. J’étais au contraire misérable, sans secours et seul, chapitre XV. » |  |

Or voici que, de surcroît, comme le premier homme chassé par Dieu, alors qu'il a déjà subi l'abandon de son géniteur, il se trouve une nouvelle fois et encore plus violemment rejeté par ce second père d'adoption, et cela pour une raison qu'il ne comprend que lorsqu'il découvre, à la manière d'Ève par hasard mirant sa grâce dans l'eau claire, la hideur de sa personne physique, belle âme, en somme, enfermée dans un corps jugé repoussant par tous ses congénères. Alors qu'il aspire à l'amitié et à l'amour, paroles même d'Adam, il ne reçoit que rebuffades et effroi. La connaissance a perdu Adam, elle perd aussi le monstre qui, soustrait de la communauté humaine mais désormais apte à en apprécier le degré de méchanceté, se met à son unisson au centuple, proportionnellement à sa taille et à l'exacerbation de son aigreur, et fait monter sa haine en puissance jusqu'au crime.

### Ève

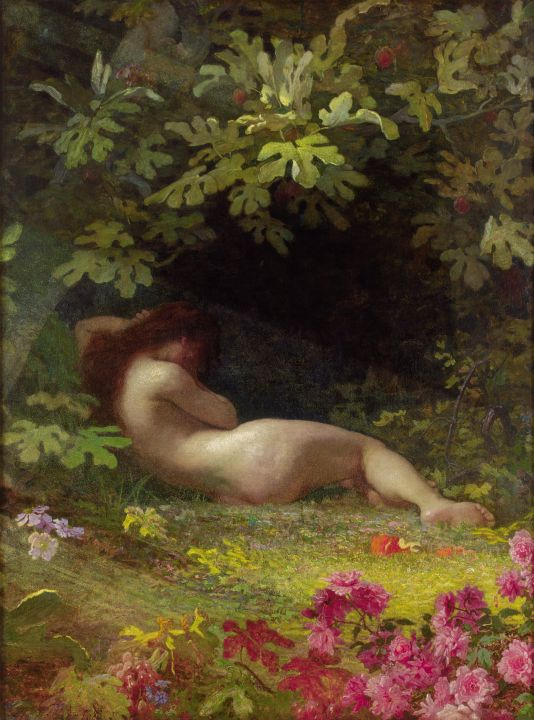
Ève après la chute, par Johann Köler.

Une autre lecture de Frankenstein en rapport avec Le Paradis perdu consiste à considérer, outre les personnages de Satan et d'Adam, celui d'Ève, pourtant jamais mentionnée dans le roman. Cette analyse a été avancée en 1979 par Sandra M. Gilbert et Susan Gubar dans un chapitre intitulé « Mary Shelley's Monstrous Eve » (« L'Ève monstrueuse de Mary Shelley »), septième partie d'un ensemble analysant l'imagination littéraire au XIXe siècle en relation avec l'écriture des femmes,.

#### UnParadis perdupatriarcal et une sombre parodie
L'idée principale sous-tendant la thèse développée par ces auteurs est que dans Le Paradis perdu, la femme, en l'occurrence Éve, n'est qu'un « auxiliaire utile, une pénitente […] portant des enfants et élaguant les branches selon les conseils avisés d'Adam » ; Milton le poète, le politique, est occulté au profit de Milton le père aux vues patriarcales.
Deux options s'offrent alors aux femmes-écrivains après l'éveil du Romantisme : ou elles se plient docilement aux mythes masculins et en tirent fierté, ou elles visent secrètement à l'égalité : Mary Shelley, dans Frankenstein, choisit la première, accepte la culture masculine de Milton et « la réécrit pour en clarifier le sens », façon apparemment docile de s'accommoder de la misogynie du poète puritain, mais en réalité ponctuée d'« éruptions de rage ». L'argument se poursuit en soulignant que Frankenstein est une histoire d'enfer, sombre parodie du Paradis, de créations infernales qui ne sont que de monstrueuses imitations de celles du Ciel, et d'une féminité elle aussi infernale et elle aussi parodie grotesque de la masculinité paradisiaque. Puis, continuent les auteurs, « [e]n parodiant Le Paradis perdu d'une façon subversive, peut-être d'abord secrète et à peine consciente, Mary Shelley finit par en raconter l'histoire centrale, celle du « malheur que la non-abstinence d'Ève / Apportera au genre humain » »,.

#### Le mythe des origines personnelles perçu en termes miltoniens

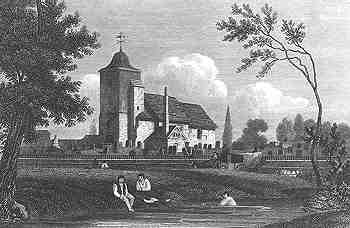
Le 26 juin 1814, Mary déclare son amour à Percy sur la tombe de Mary Wollstonecraft dans le cimetière de St Pancras Old Church (ci-contre en 1815).

Dans les années 1970, certains critiques ont en effet noté le rapport existant entre « la rêverie éveillée » de Mary Shelley, telle qu'elle la consigne dans son introduction de 1831, de la fabrication d'un monstre, et son expérience personnelle.
Tout d'abord, chez cette héritière des lettres, la féminité et l'écriture se sont très tôt installées en relation avec la figure de la mère morte : Mary Shelley a lu et relu les écrits de Mary Wollstonecraft, de même que les comptes rendus de ses œuvres posthumes décrivant son œuvre comme « pourvoyeuse de prostitution ». De toute façon, lire « sa mère » a en soi été une épreuve, puisque cette dernière a perdu la vie pour lui avoir donné naissance, et c'est sur sa tombe que Mary, dans le cimetière de St. Pancrass, emportait ses livres d'études et aussi rencontrait Shelley. Les œuvres du père, William Godwin, avaient également la belle part, si bien, écrivent Sandra M. Gilbert et Susan Gubar, que « ces lectures semblent avoir servi de substituts parentaux, pages et mots remplaçant la chair et le sang ».
C'est entre 1815 et 1817, son dix-septième et son vingt-et-unième anniversaires, période au cours de laquelle elle a été presque continuellement enceinte, accouchée et chargée de nourrissons, que Mary Shelley note avoir lu John Milton, dont Le Paradis perdu deux fois. Il y a donc concomitance entre l'entrée dans la sexualité, d'abord adolescente puis adulte, et une éducation littéraire, sur ce point auto-didacte, ce qui confère à sa vision du Paradis perdu une signification bien particulière. Son développement en tant que créature et créatrice littéraires semblant inséparables de l'émergence de sa prise de conscience d'elle-même comme fille, amante, épouse et mère, elle coule naturellement le mythe de ses origines dans les termes auxquels ses parents, son mari et sa culture tout entière se référaient, ceux du Paradis perdu : à ce compte Frankenstein devient en effet une version de l'histoire misogyne implicite chez Milton.

#### Une complexe préparation en aval

Portrait de Mary Shelley par Richard Rothwell.

Déjà, avant que n'apparaisse Le Paradis perdu en tête de la liste des lectures du monstre, la structure du roman prépare le lecteur à ce qui l'attend : considérer l'épopée de Milton comme le cadre d'un système complexe d'allusions. Elle forme un puzzle de trois cercles concentriques de narration, contenant des poches de récit elles-mêmes enfantant leurs histoires-miniatures, autant de documents apparemment épars qui, une fois réunis, s'organisent en un schéma ourdi de sens.
De plus, les situations dramatiques qui s'y présentent montrent qu'à l'image de Mary Shelley, les personnages sont obsédés par la résolution de problèmes : dès sa première lettre, Walton déclare que « Le spectacle d’une partie du monde encore inconnue rassasiera ma curiosité ardente ; peut-être mes pas fouleront-ils un sol où l’empreinte du pied de l’homme n’est jamais encore apparue » et qu'il entreprend « ce laborieux voyage avec la joie qu’éprouve un enfant, lorsqu’au début d’une expédition de découvertes, il s’embarque avec ses compagnons de vacances pour remonter, dans un frêle esquif, sa rivière natale ». Frankenstein, quant à lui, « ce savant de l'ontologie sexuelle », ne se contente par de contempler, comme ses camarades, la magnificence des choses, mais cherche là en percer la cause ; et le monstre n'est pas en reste qui pose la question de ses origines et de son être en termes miltoniens : « Que signifiait tout cela ? Qui étais-je ? Qu’étais-je ? Quelle était mon origine, ma destinée ? », chapitre XV.
À l'instar de Mary Shelley, ces extraordinaires personnages semblent donc s'essayer à percer le mystère de leur présence dans un monde déchu et à définir la nature du paradis perdu, tous trois n'ayant pas chuté de l'Éden, comme Adam, mais de la terre elle-même, et droit dans d'Enfer : il n'est d'ailleurs pas souvent remarqué que Walton emploie l'expression, à son propos comme à celui de Frankenstein, d'« anges déchus », et Frankenstein lui demande « Partagez-vous ma folie ? », au moment même où l'explorateur déclare que « La vie ou la mort d’un seul homme ne serait qu’un prix minime en regard […] de la domination que je m’assurerais », chapitre XIII, lettre 4 ; « [m]anifestement, concluent Gibert et Gubar, un ange déchu sait en reconnaître un autre ».

#### Des frontières glacées à la chute d'un rêve poétique

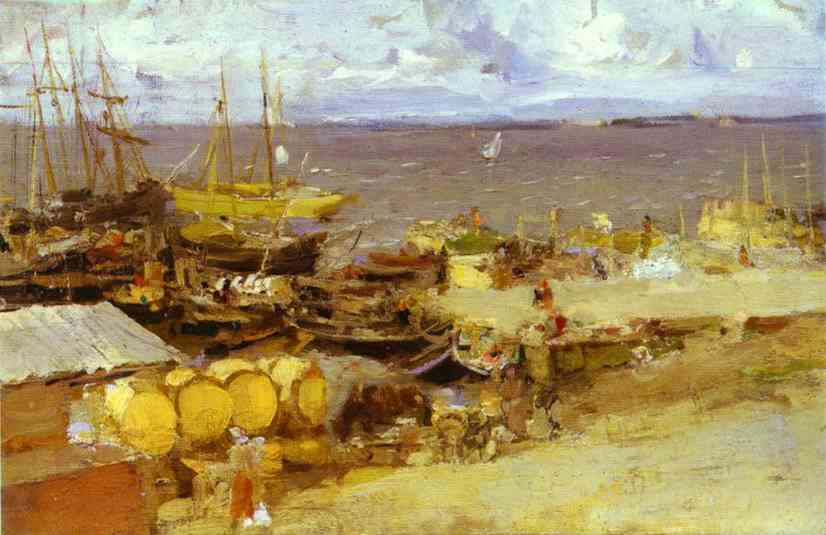
Le port d'Arkhangelsk en 1894, par Constantin Korovine.

Au vrai, l'histoire même de Walton est une autre version de mythe des origines présenté dans Le Paradis perdu. Ses lettres partent de Saint-Pétersbourg et Archange (Arkhangelsk), d'où il s'éloigne tel Satan, loin de la normalité sanctifiée que représentent sa sœur, son équipage et les noms mêmes des lieux qu'il quitte. Comme Satan aussi, il explore les frontières glacées de l'Enfer dans l'espoir de gagner « la terre de l'éternelle lumière » qui rappelle étrangement la « Fontaine de lumière » du Paradis perdu,, après que, là encore imitant Satan, il a violé l'ordre du père, en l'occurrence « l'injonction d'un mourant » (dying injunction) « de ne pas s'embarquer pour une vie d'aventure marine », chapitre VII, Livre I, lettre 3 ; et, notent Gibert et Gubar, l'enfer glacé où Walton rencontre Frankenstein, puis le monstre, a quelque chose de miltonien, ces vagabonds diaboliques devant apprendre, comme les anges déchus du Paradis perdu, que 

« Au-delà du Léthé, un continent gelé s’étend sombre et sauvage, battu de tempêtes perpétuelles, d’ouragans, de grêle affreuse qui ne fond point […] Partout ailleurs, neige épaisse et glace ; abîme profond. […] L’air desséchant brûle glacé, et le froid accomplit les effets du feu. Là, traînés à de certaines époques par les furies aux pieds de harpie, tous les anges damnés sont conduits : ils ressentent tour à tour l’amer changement des cruels extrêmes, extrêmes devenus plus cruels par le changement. D’un lit de feu ardent transportés dans la glace, où s’épuise leur douce chaleur éthérée, ils transissent quelque temps immobiles, fixés et gelés tout alentour ; de là ils sont rejetés dans le feu. Ils traversent dans un bac le détroit du Léthé en allant et venant : leur supplice s’en accroît ; ils désirent et s’efforcent d’atteindre, lorsqu’ils passent, l’eau tentatrice : ils voudraient, par une seule goutte, perdre dans un doux oubli leurs souffrances et leurs malheurs, le tout en un moment et si près du bord ! Mais le destin les en écarte, et pour s’opposer à leur entreprise, Méduse, avec la terreur d’une gorgone, garde le gué : l’eau se dérobe d’elle-même au palais de toute créature vivante, comme elle fuyait la lèvre de Tantale. »

Dernière révélation de Walton qui assimile son ambition à celle de Satan mais dévoile en même temps une anxiété que partage son auteur : son enfance, rappelle-t-il à sa sœur, marquée par la poésie, qui a donc fait de lui un poète et, du coup, « a élevé [s]on âme jusques au Ciel », mais, ajoute-t-il avec désenchantement : « vous savez bien quel furent mon échec et combien lourde ma déception ». C'est très exactement ce que ressent Mary Shelley dont l'enfance a été ponctuée de rêveries (waking dreams) littéraires et qui, plus tard, partageait l'espoir de son mari qu'elle se rendrait digne de son ascendance et « inscrirait elle aussi son nom sur le parchemin de la renommée »,. Dans un certain sens, expliquent Gilbert et Gubar, il n'est pas impossible qu'au vu du contexte miltonien dans lequel baigne l'histoire de l'échec poétique de Walton, elle se soit elle-même secrètement penchée sur celle, somme toute terrifiante, d'une femme chutant du paradis des arts et des lettres dans un enfer de sexualité, de silence et de matérialité sordide, ce que Milton appelle un « univers de mort, que Dieu dans sa malédiction créa mauvais, bon pour le mal seulement ; univers où toute vie meurt, ou toute mort vit, où la nature perverse engendre des choses monstrueuses, des choses prodigieuses, abominables, inexprimables, pires que ce que la fable inventa ou la frayeur conçut. »

#### De l'orphelinat au Péché originel

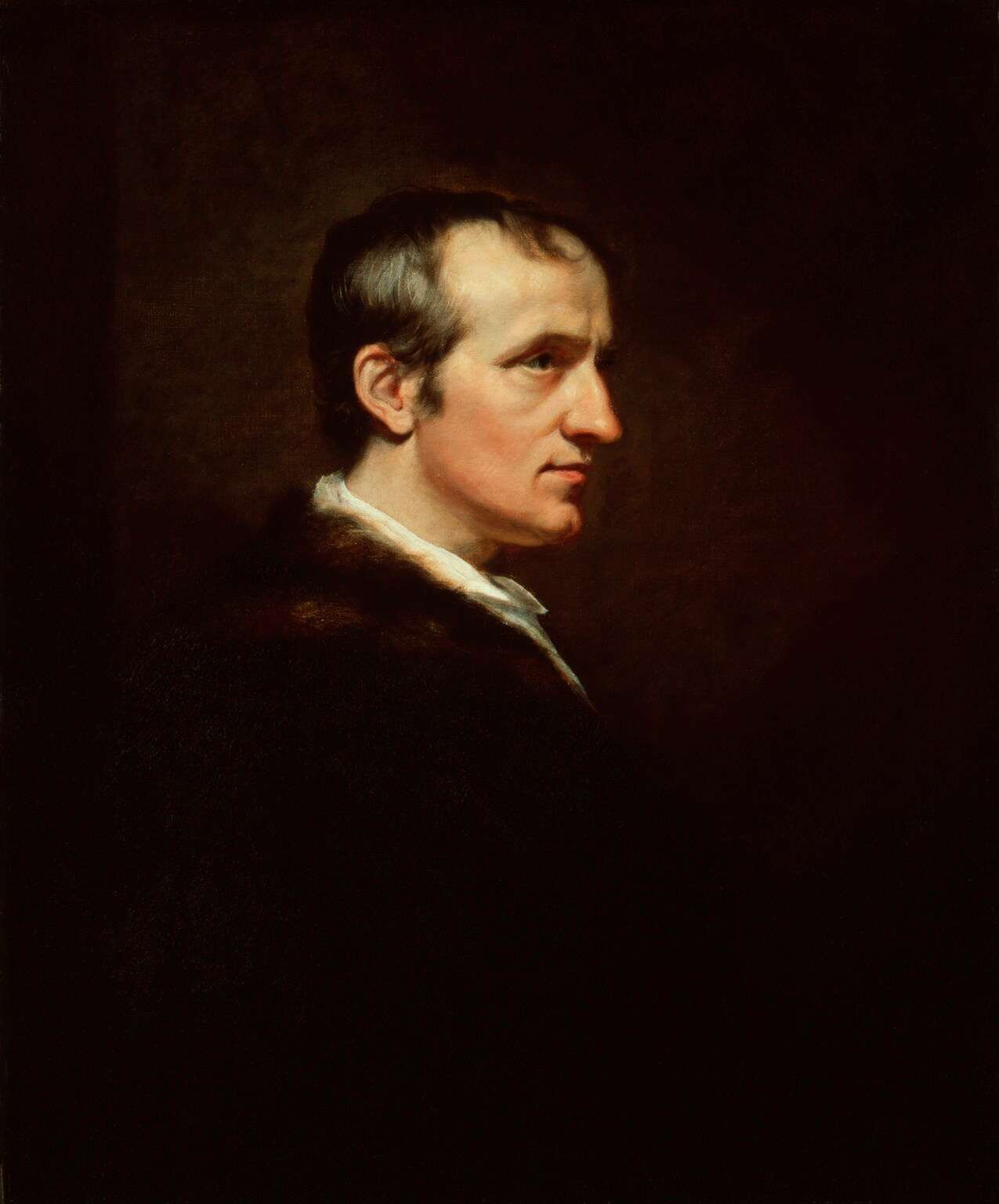
William Godwin, père de Mary Shelley.

Aussi bien Walton que Victor sont orphelins lors de leur rencontre, état partagé par nombre de personnages, importants ou secondaires, de Caroline Beaufort et Elizabeth Lavenza à Justine, Félix, Agatha et Safie. Mary Shelley semble fascinée par les histoires de famille, en particulier celles des orphelins, cette expulsion du paradis et cette confrontation avec une sorte d'enfer : après tout, notent Gilbert et Gubar, « Adam et Éve ont commencé en orphelins de mère, dépendant seulement d'un père, Dieu », qui a fini par les expulser, comme elle-même l'a été par le sien. Caroline Beaufort, Elizabeth Lavenza - l'expression est répétée pour chacune d'entre elles – ont été laissées  « orphelines et mendiantes » (orphans and beggars), chapitre I, et plus tard Safie sans mère et Justine sans père, comme elles, revivent avec anxiété la chute d'une femme dans, justement, l'orphelinat et la mendicité.
Au-delà de ce statut, prévaut une sentiment universel de culpabilité liant Justine, Elizabeth, comme plus tard, Victor, Walton et le monstre. Justine avoue contre toute logique un crime qu'elle n'a pas commis, et Elizabeth, de façon encore plus arbitraire, s'écrit, chapitre VII, à la vue du corps du petit William : « Grand Dieu ! j’ai assassiné mon enfant chéri ! » et Victor, longtemps avant de connaître la vérité des faits, décide, « la seule présence de cette idée en moi [étant] une preuve irrésistible du fait », que le monstre, ce en quoi il ne se trompe pas, est bel et bien le meurtrier de son frère et qu'en conséquence, c'est lui, son créateur, qui en porte la « véritable » (true) responsabilité. Il y a là donc, dans cette famille Frankenstein, comme le poids partagé (complicity) d'un Péché originel.

#### «L'infernal solipsisme de l'inceste» (Gilbert et Gubar)
Ces ressemblances entre les personnages, la même aliénation, la culpabilité partagée, le statut d'orphelin et la mendicité, créent un réseau solipsiste en miroirs très habilement disposés. D'après Gilbert et Gubar, il s'agit d'un « infernal solipsisme de l'inceste à peine déguisé, sévissant au cœur de la plupart des mariages ou des relations amoureuses que décrit le roman ». Victor déclare avoir été destiné à épouser Elizabeth Lavenza, « […] plus que ma sœur, puisqu’elle ne devait être, jusqu’à sa mort, autre que mienne » chapitre I ; Caroline Beaufort s'est trouvée être « plus qu'une » épouse, une « fille » de l'ami de son père, Alphonse Frankenstein ; et Justine, sans lien de parenté, a pourtant une relation métaphoriquement incestueuse avec les Frankenstein, puisque de domestique, elle est elle aussi promue au statut de « plus qu'une sœur » ; enfin, la créature femelle que Victor conçoit pour le monstre sera à la fois sa sœur et sa compagne, les deux partageant le même « père ».
Bien que l'obsession incestueuse soit courante dans le roman romantique à sensation, ici, il doit autant au schéma miltonien qu'à la vie de Mary Shelley : dans l'Eden idyllique de leur enfance, Victor et Elizabeth partagent, tout comme Adam et Éve, la même ascendance, « littéralement incestueuse » et, de façon plus figurative, comme eux aussi, Éve naissant de la côte d'Adam, parce qu'« Elizabeth est une âme angélique, une « epipsyche » créée à partir de la sienne propre ». Enfin, notent Gilbert et Gubar, les relations incestueuses entre Satan et le péché et, par implication, entre Adan et Éve, se reflètent dans le rêve éveillé (waking dream) de Victor qui, de fait, s'accouple avec le monstre en pénétrant son corps avec « les instruments de la vie » et suscite en ses membres un « frisson convulsif », chapitre V. Pour Milton et Mary Shelley qui s'efforçait alors de le comprendre, l'inceste reste donc la métaphore obligée de cette « fièvre solipsiste de la conscience de soi que Matthew Arnold appellerait plus tard le dialogue de l'esprit avec lui-même »,.

#### «Èverecouvretous les rôles» (Gilbert et Gubar)

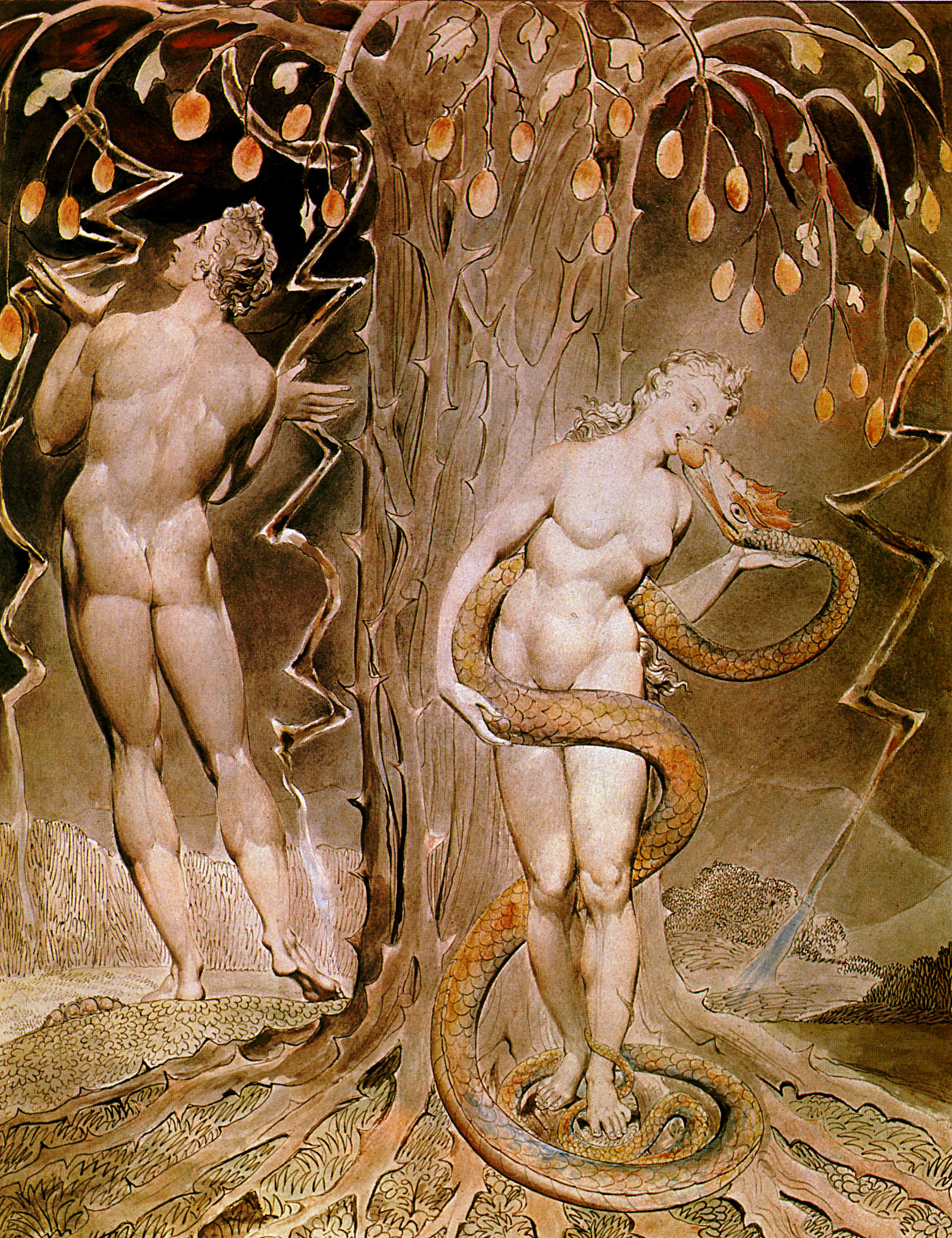
William Blake, « Tentation et chute d'Ève », 1808.

Muriel Spark note que le sous-titre du livre, « Le Prométhée moderne », s'avère ambigu, car, écrit-elle, « Bien que Frankenstein soit d'abord le Prométhée qui confère le feu vital, le monstre, dès sa création, en prend lui aussi le rôle ». De plus, chacun à son tour revêt les habits de Dieu, d'Adam, de Satan : Dieu se retrouve en Victor comme créateur, mais aussi chez le monstre maîtrisant son créateur ; Adam est l'enfant innocent qu'a été Victor, puis le monstre en tant que créature primordiale ; Satan, c'est Victor le transgresseur tourmenté, tout comme le monstre devenu ennemi vengeur.
Aussi, la lecture de Frankenstein à la lumière de l'épopée de Milton, révèle-t-elle peu à peu que le roman de Mary Shelley en est une parodie dans laquelle Victor, le monstre et une myriade de personnages secondaires occupent, sans cesse dupliqués, les rôles néo-bibliques à l'exception, du moins à première vue, de celui d'Éve, absente de l'histoire. Il y a là, selon Gilbert et Gubar, une omission notoire pour le livre d'une femme ne perdant jamais Milton de vue ; d'où leur conclusion qu'en définitive, pour Mary Shelley, « le rôle d'Ève recouvre tous les rôles » (« the part of Eve is all the parts »).

##### Ève et Victor
En surface, Victor paraît d'abord plus proche d'Adam que de Satan ou a fortiori Ève : son enfance édénique serait un interlude d'innocence primordiale, protégée « comme [par] un jardinier [qui] abrite contre tout souffle rude ». Et quand se présente en la personne d'Elizabeth Lavenza, « une enfant plus belle que les peintures des chérubins », tout comme l'Ève de Milton, elle semble « un don du ciel » (Heaven-sent). Telle Ève aussi, côte issue d'Adam et lui appartenant, elle devient la « possession » de Victor, chapitre I. Et si le père, qualifié de « divin » (deific), permet à peu près tout, il lui interdit cependant, et arbitrairement, présise Victor, « les arcanes du savoir » : « « Ah ! dit-il ; Cornélius Agrippa ! Mon cher Victor, ne perds pas ton temps à de pareilles lectures ; c’est d’une insignifiance lamentable ! ». C'est cet exercice arbitraire du pouvoir paternel que Victor rend en partie responsable de sa chute : « Si, au lieu de faire cette remarque, mon père avait pris la peine de m’expliquer que les principes d’Agrippa étaient totalement abandonnés […] [p]eut-être même l’enchaînement de mes idées n’aurait-il pas reçu cette impulsion qui a déterminé ma ruine. », chapitre II,.

Alors que s'accroît la fièvre de ses recherches concernant « les secrets de la nature » et que grandit son ambition d'« explorer les pouvoirs inconnus », Victor, désormais tel de « faux dieux animant la matière sans vie » par un « travail aussi ardu que coupable », commence sa métamorphose d'Adam en Satan. Plus tard, mu en « véritable meurtrier de l'innocence » par la mort du jeune William, il se voit en créateur diabolique dont l'esprit faussé a conçu et involontairement « lâché dans le monde » (let loose) un démon aussi monstrueux que « dépravé et immonde » (Filthy), tel Satan dont la tête gonflée a enfanté le Péché, autre monstre lui aussi « « lâché à travers le monde ». Et au spectacle d'une « majestueuse guerre dans le ciel » qui lui paraît, comme il advient dans Le Paradis perdu, une réorganisation des éléments, il explique à Walton : 

« Je ne voyais, en cet être que j’avais déchaîné au milieu des hommes, doué de la volonté et de la puissance de réaliser des projets horribles, tel que l’acte qu’il venait d’accomplir, que mon propre vampire, mon propre fantôme libéré de la tombe et contraint de détruire tout ce qui m’était cher (chapitre VII). »

Le meurtre de l'enfant constitue la première clef permettant de déceler la nature réelle des glissements d'identité et des parallèles que Mary Shelley a tissés dans le matériau de Frankenstein. Que Victor, le Monstre, Elizabeth, Justine insistent pour en assumer la responsabilité n'est pas anodin ; non plus que passe de main en main et de poche en poche, comme un gage de complicité secrète dans le péché, le portrait de Caroline Beaufort, miniature souriante de « la mère angélique » de Victor, inséré dans un médaillon et devenu symbole de culpabilité ; ou encore, d'ailleurs, le cauchemar subi par Victor après son acte de création, dans lequel « Je croyais voir Elizabeth, dans la fleur de sa santé, passer dans les rues d’Ingolstadt. Délicieusement surpris, je l’embrassais ; mais à mon premier baiser sur ses lèvres, elles revêtaient la lividité de la mort ; ses traits paraissaient changer, et il me semblait tenir en mes bras le corps de ma mère morte ; un linceul l’enveloppait, et je vis les vers du tombeau ramper dans les plis du linceul », chapitre V. Ce qui fait dire à Gilbert et Gubar que « bien que déguisée, enterrée ou miniaturisée, la féminité […] reste au cœur de ce roman apparemment masculin ».
Victor Frankenstein endosse les costumes d'Adam et de Satan, mais l'acte qui le définit fait une Ève de lui ; comme l'ont observé Ellen Moers et Marc Rubinstein, après avoir beaucoup étudié « la cause de la génération et de la vie » et s'être fermé à la société comme les mères déchirées de la littérature, la Maria de Mary Wollstonecraft, l'Hetty Sorel de George Eliot, la Tess de Thomas Hardy, lui-même a un bébé,, grossesse et accouchement donnant naissance à l'être énorme sorti de son « atelier d'infâme création » : le vocabulaire employé ressortit bien à la maternité : « labeur et de fatigue incroyables, émacié par le travail, transe passagère, l'oppression d'une fièvre lente, nervosité atteignant un degré douloureux » (incredible labour and fatigue, emaciated with confinement, a passing trance, oppressed by a slow fever, nervous to a most painful degree).
Du coup, Victor n'apparaît plus comme le Satan masculin du premier livre du Paradis perdu, mais devient une sorte de Satan féminin donnant naissance au Péché. Il y a similitude entre les commentaires de l'un et de l'autre, non seulement en substance mais dans le choix des mots : Victor se dit « étonné » qu'à lui « seul il soit donné de découvrir un si surprenant secret », en ressent comme un « étourdissement » (dizzy), évoque une « grossesse malfaisante », échos des affres de Satan au livre II :
| « dim thine eyes, and dizzie swumm/In darkness, while thy head flames thick and fast/Threw forth, till on the left side op'ning wide,/Likest to thee in shape and count'nance bright,/Then shining Heav'nly fair, a Goddess arm'd/Out of thy head I sprung; amazement seis'd/All th' Host of Heav'n back they recoild affraid/At first, and call'd me Sin, and for a Sign/Portentous held me » | « tes yeux, obscurcis et éblouis, nagèrent dans les ténèbres, tandis que ta tête jeta des flammes épaisses et rapides : elle se fendit largement du côté gauche ; semblable à toi en forme et en brillant maintien, alors éclatante et divinement belle, je sortis de ta tête déesse armée. L’étonnement saisit tous les guerriers du Ciel ; ils reculèrent d’abord effrayés, et m’appelèrent péché et me regardèrent comme un mauvais présage » |

##### Ève et Mary Shelley

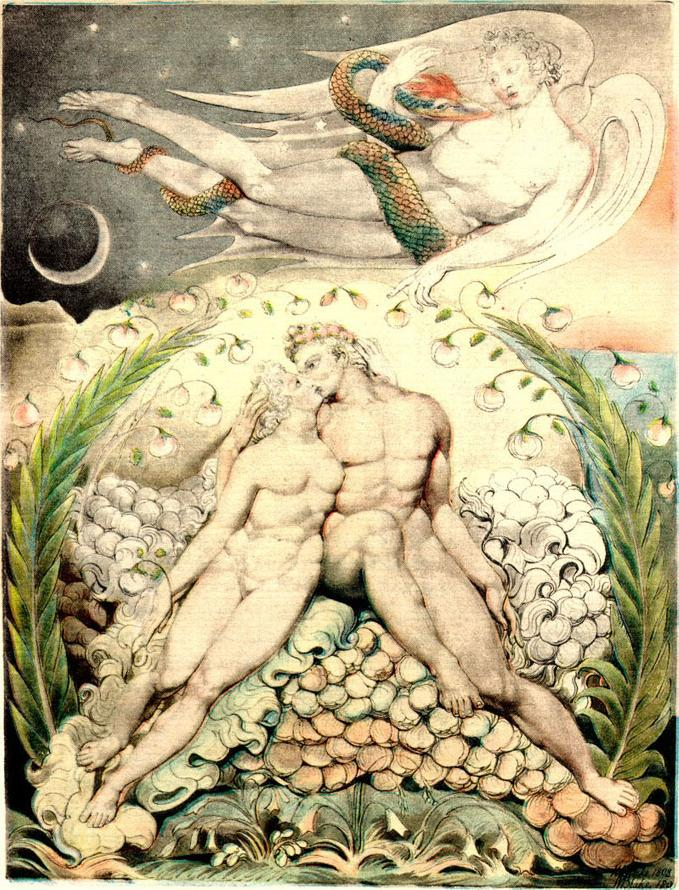
Satan observant les caresses échangées entre Adam et Ève (William Blake, 1808).

Dans son introduction de 1831, Mary Shelley elle-même laisse entendre que, de son atelier de création littéraire, elle a enfanté d'une « hideuse progéniture » (a hideous progeny), un livre déformé issu d'une fausse couche artistique : « Comment en suis-je arrivée, alors que j'étais une si jeune fille, à concevoir et à engrosser une si hideuse idée ? » (« How I, then a young girl, came to think of and to dilate upon so very hideous an idea? »),. Gilbert et Gubar insistent sur les connotations du mot dilate, aussi significatives que celles de author (« auteur »), à la fois l'écrivain et le géniteur.
En définitive, c'est au moment précis où Victor donne naissance en un acte de parturition intellectuelle qu'il se découvre non pas Adam mais Ève, non pas Satan mais le Péché, non pas masculin mais féminin ; cette section du roman reproduit celle du Paradis perdu où Ève prend conscience non pas qu'elle doit chuter, mais qu'en tant que femme, elle a ipso facto chuté, ce qu'indique bien la similitude des mots anglais, femaleness et fallenness.

##### Ève et le monstre
Il existe aussi une certaine adéquation entre le monstre et Mary Shelley qui semble l'avoir, par certains côtés, créé à son image. Les livres qui l'instruisent, Werter, les Vies de Plutarque et, surtout, Le Paradis perdu, ouvrages que Mary a lus en 1815, l'année précédant Frankenstein, représentent les catégories littéraires qu'elles jugent indispensables à toute éducation, le roman contemporain de sensibilité, l'histoire de la civilisation occidentale et la noble épopée du XVIIe siècle : Werter, dit le monstre, lui a appris les bonnes manières, servant, en quelque sorte, de manuel romantique de conduite ordinaire, celle qui sert surtout à la femme au foyer ; quant à Plutarque, il lui enseigné les subtilités plus masculines que sa carence de passé historique n'a pu lui apporter ; cependant, dans le roman d'apprentissage de cette créature vierge de culture, c'est Milton qui reste essentiel : Ève, en effet, est elle aussi un être primordial, sans passé et sans histoire, encore qu'elle ne soit jamais mentionnée dans son récit.
Aussi, lorsque le monstre analyse sa propre histoire au regard de celle de Milton, il écrit : 

« Comme Adam, je m’apparaissais sans lien quelconque avec un autre être au monde ; mais, à tout autre point de vue, son état différait beaucoup du mien. Il était sorti des mains de Dieu, créature parfaite, heureuse et prospère, protégée par la sollicitude particulière de son Créateur ; il pouvait s’entretenir avec des êtres d’une nature supérieure, et s’instruire auprès d’eux. J’étais au contraire misérable, sans secours et seul. Maintes fois, je considérai Satan comme représentant le plus exactement ma condition ; car souvent, comme lui, en voyant le bonheur de mes protecteurs, je sentis la morsure amère de l’envie.

Créateur abhorré ! Pourquoi donc avez-vous formé un monstre assez hideux pour vous faire vous détourner de lui vous-même avec dégoût ? Dieu, dans sa miséricorde, a fait l’homme beau et attirant, selon sa propre image ; mais ma forme n’est qu’un type hideux de la vôtre, rendu plus horrible encore par sa ressemblance même. Satan avait avec lui d’autres démons pour l’admirer et l’encourager, tandis que je suis solitaire et abhorré ! (chapitre XV). »

Mais qui, demandent Gilbert et Gubar, se languit seule tandis qu'Adam converse avec des êtres supérieurs ? Qui sent sourdre en elle le fiel satanique de l'envie ? Qui finit par manger la pomme pour ajouter « ce qui manque / Au sexe féminin » (What wants / In Female Sex), ? Et qui, en définitive, est doté d'un corps, et d'un esprit, comme l'exprime Adam lui-même : « moins à l’image de celui qui nous fit tous deux, et [exprimant] moins le caractère de cette domination donnée sur les autres créatures » ? Au vrai, concluent Gilbert et Gubar, tel le Péché, le corps d'Ève paraît « horrible par sa ressemblance même » à celui de son mari, version obscène de la forme divine donnée à l'homme,,,.

#### Conclusion
Si Frankenstein commence par un cauchemar de monstrueuse création, Mary Shelley a éprouvé le besoin de prendre ses distances, l'Ève pécheresse, orpheline de mère, victime du péché, autant de paradigmes de l'aliénation féminine au sein d'une société masculine, finissant par émerger d'un océan de héros maléfiques où elle a bien failli se dissoudre et se perdre. La fin du roman retrouve en effet Frankenstein et son monstre, mais cette fois « figures archétypales grotesques […] dérivant au loin sur des ilots de glace séparés ». Seul Walton voit toujours en eux les figures d'un Dieu et d'un Adam conçu de façon satanique, mais le lecteur, que l'auteur a peu à peu éclairé, a pris du recul et « se rend compte qu'Ève ils ont toujours été ».
Voilà donc une lecture du roman qui tend à souligner qu'au moment où elle l'a écrit, Mary Shelley s'est efforcée, consciemment ou non, d'exorciser sa conception miltonienne de la féminité. L'acte d'écriture est alors devenu synonyme d'une sorte d'auto-création puis d'acceptation de soi ; il y a là une genèse par le livre, une « bibliogenèse » existentielle en somme, fondatrice de l'œuvre.